# 八王寺 (神戸市)
八王寺（はちおうじ）は、兵庫県神戸市兵庫区羽坂通にある曹洞宗の仏教寺院。

## 歴史
開山覚巌和尚が明石の晴雲寺からたびたび兵庫に来て、「文才縦横、手は覚巌、坐禅も少々可也、こんな雲水一匹要らんか」という幟をかかげて托鉢。
- 天保10年（1839）、能福寺所有の八王子社の一隅を借りて草庵を営み、般若林と称し、雲水を薫育した。
- 慶応3年（1867年）12月、兵庫随一の巨商北風家の別家、喜多二平翁の寄進により、山田村（北区山田町原野）の正定山成道寺末寺・無住の福昌寺を移すという形で建立し、福昌寺と称した。
- 2世柏巖の代に宗風興振し、明治元年（1868年）には有栖川宮家の祈願所となる。
- 大正9年（1920年）火災により国宝普賢菩薩・文殊菩薩及び本尊千手観音像を失う。
- 大正13年（1924年）大和法隆寺の中宮寺より、大楠公守本尊十一面観世音像を請じて札所の本尊とした。戦災前までは、平野の祥福寺とともに禅林の大道場として知られていた。
- 昭和20年（1945年）3月、戦火に遭い、本尊及び諸堂が灰燼に帰した。
- 昭和27年（1952年）福昌寺を八王寺と改める。
- 昭和33年（1958年）5月再建し、九善石油（現コスモ石油）の和田完二社長・まき子夫婦秘蔵の「十一面観世音菩薩尊像」を勧請して本尊とした。
- 昭和56年（1981年）11月、パゴダ風仏舎利塔建立。
- 昭和44年（1969年）1月、青少年教化研修センター般若林道場を開設、後建替え、通称「剣道のお寺」として親しまれている。

## 交通
- JR神戸線「兵庫駅」より、北東に徒歩5分。